# Piatra (Hunyad megye)
Piatra románul: Piatra, falu Romániában, Erdélyben, Hunyad megyében.

## Fekvése
Batrina (Bătrina mellett fekvő település.

## Története
Piatra  korábban Batrina (Bătrina) része volt. 1956-ban vált külön településsé 69 lakossal.
1966-ban 58, 1977-ben 47, az 1992-es népszámláláskor pedig 27 román lakosa volt.